# فيرنس إليس
فيرنس إليس (بالمجرية: Ilyés Ferenc) مواليد 20 ديسمبر 1981 في رومانيا، هو لاعب كرة يد مجري يلعب كظهير أيسر. مثل منتخب المجر لكرة اليد. شارك في دورة الألعاب الأولمبية الصيفية سنة 2004.

## سجل المنافسة
شارك في البطولات التالية:
- بطولة العالم لكرة اليد للرجال 2007
- بطولة العالم لكرة اليد للرجال 2009
- بطولة العالم لكرة اليد للرجال 2011
- بطولة أوروبا لكرة اليد للرجال 2004
- بطولة أوروبا لكرة اليد للرجال 2006
- بطولة أوروبا لكرة اليد للرجال 2008
- بطولة أوروبا لكرة اليد للرجال 2010
- بطولة أوروبا لكرة اليد للرجال 2012
- بطولة أوروبا لكرة اليد للرجال 2014
- الألعاب الأولمبية الصيفية 2004
- الألعاب الأولمبية الصيفية 2012

## الإنجازات
- الدوري المجري لكرة اليد:
  - الفوز: 2007، 2008، 2009، 2012
  - الميدالية الفضية: 2002، 2003، 2004، 2005، 2006، 2014، 2015
  - الميدالية البرونزية: 2001
- كأس أبطال الكؤوس الأوروبية لكرة اليد:
  - الفوز: 2008
- كأس أوروبا لكرة اليد:
  - الفوز: 2010، 2014

## روابط خارجية
- فيرنس إليس على موقع الاتحاد الأوروبي لكرة اليد (الإنجليزية)
- فيرنس إليس على موقع أوليمبيديا (الإنجليزية)